# 몰디브 루피야
루피야(디베히어: ދިވެހި ރުފިޔާ)는 몰디브의 통화로 1 루피야는 100 라리(laari)에 해당된다. "루피야"라는 이름은 은을 뜻하는 힌디어 단어인 "루파야"(रुपय‌, rupayā)에서 유래된 것이다.
몰디브는 1 미국 달러 = 12.8 몰디브 루피야의 고정 환율을 실시하고 있다. 1, 2, 5, 10, 25, 50 라리, 1, 2 루피야짜리 동전과 5, 10, 20, 50, 100, 500, 1000 루피야짜리 지폐가 통용된다.

## 같이 보기
- 몰디브의 경제